# Љубовија
Љубовија је насељено место у Србији и седиште истоимене општине у Мачванском управном округу. Према попису из 2022. било је 3.958 становника. Овде се налазе Библиотека „Милован Глишић” Љубовија и Хотел Ласта.
Решењем краља од 8. августа 1885. године насеље је добило статус варошице.

## Демографија
У насељу Љубовија живи 3.124 пунолетна становника, а просечна старост становништва износи 35,2 година (34,6 код мушкараца и 35,8 код жена). У насељу има 1.315 домаћинстава, а просечан број чланова по домаћинству је 3,11. (попис 2002)
Ово насеље је великим делом насељено Србима (према попису из 2002. године).
|             | \| Демографија[1] \| Демографија[1] \| Демографија[1] \| \| Година \| Становника \| Становника \| \| -------------- \| -------------- \| -------------- \| \| 1948. \| 597 \| \| \| 1953. \| 660 \| \| \| 1961. \| 1.142 \| \| \| 1971. \| 1.614 \| \| \| 1981. \| 2.717 \| \| \| 1991. \| 3.663 \| 3.637 \| \| 2002. \| 4.130 \| 4.186 \| \| 2011. \| 3.929 \| \| |            |
| Демографија | |            |
| Година      | Становника | Становника |
| 1948.       | 597 |            |
| 1953.       | 660 |            |
| 1961.       | 1.142 |            |
| 1971.       | 1.614 |            |
| 1981.       | 2.717 |            |
| 1991.       | 3.663 | 3.637      |
| 2002.       | 4.130 | 4.186      |
| 2011.       | 3.929 |            |

| Етнички састав према попису из 2002.‍ | Етнички састав према попису из 2002.‍ | Етнички састав према попису из 2002.‍ | Етнички састав према попису из 2002.‍ | Етнички састав према попису из 2002.‍ |
| ------------------------------------ | ------------------------------------ | ------------------------------------ | ------------------------------------ | ------------------------------------ |
|                                      |                                      |                                      |                                      |                                      |
| Срби                                 | Срби                                 |                                      | 4.047                                | 97,99%                               |
| Југословени                          | Југословени                          |                                      | 23                                   | 0,55%                                |
| Црногорци                            | Црногорци                            |                                      | 3                                    | 0,07%                                |
| Македонци                            | Македонци                            |                                      | 3                                    | 0,07%                                |
| Роми                                 | Роми                                 |                                      | 2                                    | 0,04%                                |
| Хрвати                               | Хрвати                               |                                      | 1                                    | 0,02%                                |
| Руси                                 | Руси                                 |                                      | 1                                    | 0,02%                                |
| Мађари                               | Мађари                               |                                      | 1                                    | 0,02%                                |
| Бошњаци                              | Бошњаци                              |                                      | 1                                    | 0,02%                                |
| непознато                            | непознато                            |                                      | 30                                   | 0,72%                                |

| Година пописа     | 1948. | 1953. | 1961. | 1971. | 1981. | 1991. | 2002. |
| ----------------- | ----- | ----- | ----- | ----- | ----- | ----- | ----- |
| Број домаћинстава | 215   | 217   | 333   | 503   | 788   | 1.081 | 1.315 |

| Број чланова      | 1   | 2   | 3   | 4   | 5  | 6  | 7 | 8 | 9 | 10 и више | Просек |
| ----------------- | --- | --- | --- | --- | -- | -- | - | - | - | --------- | ------ |
| Број домаћинстава | 167 | 299 | 257 | 457 | 99 | 31 | 4 | 0 | 0 | 1         | 3,11   |

| Пол    | Укупно | Неожењен/Неудата | Ожењен/Удата | Удовац/Удовица | Разведен/Разведена | Непознато |
| ------ | ------ | ---------------- | ------------ | -------------- | ------------------ | --------- |
| Мушки  | 1.579  | 447              | 1.067        | 32             | 21                 | 12        |
| Женски | 1.765  | 399              | 1.082        | 212            | 48                 | 24        |
| УКУПНО | 3.344  | 846              | 2.149        | 244            | 69                 | 36        |

| Пол    | Укупно                    | Пољопривреда, лов и шумарство | Рибарство                            | Вађење руде и камена | Прерађивачка индустрија       |
| ------ | ------------------------- | ----------------------------- | ------------------------------------ | -------------------- | ----------------------------- |
| Мушки  | 852                       | 23                            | 4                                    | 57                   | 178                           |
| Женски | 684                       | 18                            | 1                                    | 24                   | 144                           |
| УКУПНО | 1.536                     | 41                            | 5                                    | 81                   | 322                           |
| Пол    | Производња и снабдевање   | Грађевинарство                | Трговина                             | Хотели и ресторани   | Саобраћај, складиштење и везе |
| Мушки  | 25                        | 102                           | 128                                  | 42                   | 85                            |
| Женски | 6                         | 15                            | 146                                  | 28                   | 20                            |
| УКУПНО | 31                        | 117                           | 274                                  | 70                   | 105                           |
| Пол    | Финансијско посредовање   | Некретнине                    | Државна управа и одбрана             | Образовање           | Здравствени и социјални рад   |
| Мушки  | 5                         | 14                            | 76                                   | 45                   | 27                            |
| Женски | 20                        | 12                            | 49                                   | 86                   | 96                            |
| УКУПНО | 25                        | 26                            | 125                                  | 131                  | 123                           |
| Пол    | Остале услужне активности | Приватна домаћинства          | Екстериторијалне организације и тела | Непознато            | Непознато                     |
| Мушки  | 15                        | 0                             | 0                                    | 26                   | 26                            |
| Женски | 11                        | 0                             | 0                                    | 8                    | 8                             |
| УКУПНО | 26                        | 0                             | 0                                    | 34                   | 34                            |

## Историја
1837. на подручју данашњег града почињу да се појављују прва насеља. 1860. године формирано је село Љубовија. Љубовија је 3. јула 1871. године добила права града. Град је основан указом краља Милана Обреновића. 1896. године разорна поплава уништила је градске зграде, а становници су поново изградили свој град три километра северно од доњег тока притоке Дрине, Љубовиђе. Ово подручје је мало даље од Дрине.
Нагли развој града одложен је балканским ратовима, Првим светским ратом и Другим светским ратовима. Током Првог и Другог светског рата умрло је много становника Љубовије, као и много становника из околних села.
Осамдесетих година 20. века забележен је процват у малом граду и изграђене су прве фабрике.
Постоји основна школа која носи име А. Вук Караџић. Српска православна црква Преображења изграђена је између 1932. и 1940.